# セルゲイ・イリューシン
セルゲイ・ウラジーミロヴィチ・イリューシン （ロシア語: Серге́й Владимирович Илью́шин、ラテン文字表記の例：Sergei Vladimirovich Il'yushin、1894年3月30日 - 1977年2月9日）は、ソビエト連邦の航空機デザイナー。航空機メーカーのイリューシン設計局（S・V・イリユーシン記念試作設計局、現在のS・V・イリユーシン記念航空複合体）の創設者である。

## 経歴
1894年3月30日にロシア帝国のヴォログダ県ディリャレヴォに誕生する。1910年から航空機に興味を持つようになり、第一次世界大戦中にパイロットとして従軍し、1919年に赤軍の航空技官となる。1926年に空軍アカデミーで工学の学位を得た後に航空機のデザインを始めるようになる。
イリューシンが設計したIl-2攻撃機とIl-4爆撃機は第二次世界大戦中に赤色空軍で制式採用され、多方面に配備された。戦後はIl-18やIl-62などの旅客機を生み出した。1968年にソ連科学アカデミーの会員となる。レーニン勲章をはじめ、数多くの勲章を受章した。1977年に死去し、モスクワのノヴォデヴィチ修道院の墓地に埋葬された。
息子のウラジーミル・セルゲーイェヴィチ・イリユーシンは、テストパイロットとしてよく知られており、空軍少将にまで出世した。